# Spionul gândurilor
„Spionul gândurilor” (titlu original: „Tinker, Tenor, Doctor, Spy”) este al 4-lea episod din al șaselea sezon al serialului TV american științifico-fantastic Star Trek: Voyager și al 124-lea în total. A avut premiera la 13 octombrie 1999 pe canalul UPN.

## Prezentare
Doctorul adaugă programului său funcții de reverie, imaginându-se ca Holograma de Comandă Urgentă (HCU) a navei Voyager; însă, un grup de extratereștri care îi supraveghează percepțiile pentru a urmări echipajul, pregătesc un atac, crezând că ceea ce vad în fanteziile Doctorului este real.

## Actori ocazionali
- Jay Leggett - Phlox
- Googy Gress - Overlooker
- Robert Greenberg - Devro